# Kim Polling
Kim Polling (Groninga, 8 febbraio 1991) è una judoka olandese naturalizzata italiana.

## Biografia
È sposata con l'ex judoka italiano Andrea Regis. I due hanno una figlia, Aurora.

## Palmarès
- Campionati mondiali

Rio de Janeiro 2013: bronzo nei 70 kg.
Doha 2023: bronzo nella gara a squadre miste.
Abu Dhabi 2024: bronzo nella gara a squadre miste.
- Giochi europei

Baku 2015: oro nei 70 kg.
- Campionati europei

Budapest 2013: oro nei 70 kg.
Montpellier 2014: oro nei 70 kg.
Baku 2015: oro nei 70 kg.
Tel Aviv 2018: oro nei 70 kg.
- Universiadi

Shenzhen 2011: oro nei 70 kg.

### Vittorie nel circuito IJF
| Data             | Località    | Paese               | Categoria     |
| ---------------- | ----------- | ------------------- | ------------- |
| 10 febbraio 2013 | Parigi      | Francia             | Grand Slam    |
| 24 febbraio 2013 | Düsseldorf  | Germania            | Grand Prix    |
| 26 maggio 2013   | Tjumen'     | Russia              | World Masters |
| 23 novembre 2013 | Abu Dhabi   | Emirati Arabi Uniti | Grand Prix    |
| 10 maggio 2014   | Baku        | Azerbaigian         | Grand Slam    |
| 13 luglio 2014   | Tjumen'     | Russia              | Grand Slam    |
| 24 maggio 2015   | Rabat       | Marocco             | World Masters |
| 26 marzo 2016    | Tbilisi     | Georgia             | Grand Prix    |
| 28 maggio 2016   | Guadalajara | Messico             | World Masters |
| 18 novembre 2017 | L'Aia       | Paesi Bassi         | Grand Prix    |
| 20 gennaio 2018  | Tunisi      | Tunisia             | Grand Prix    |